# 汉卡

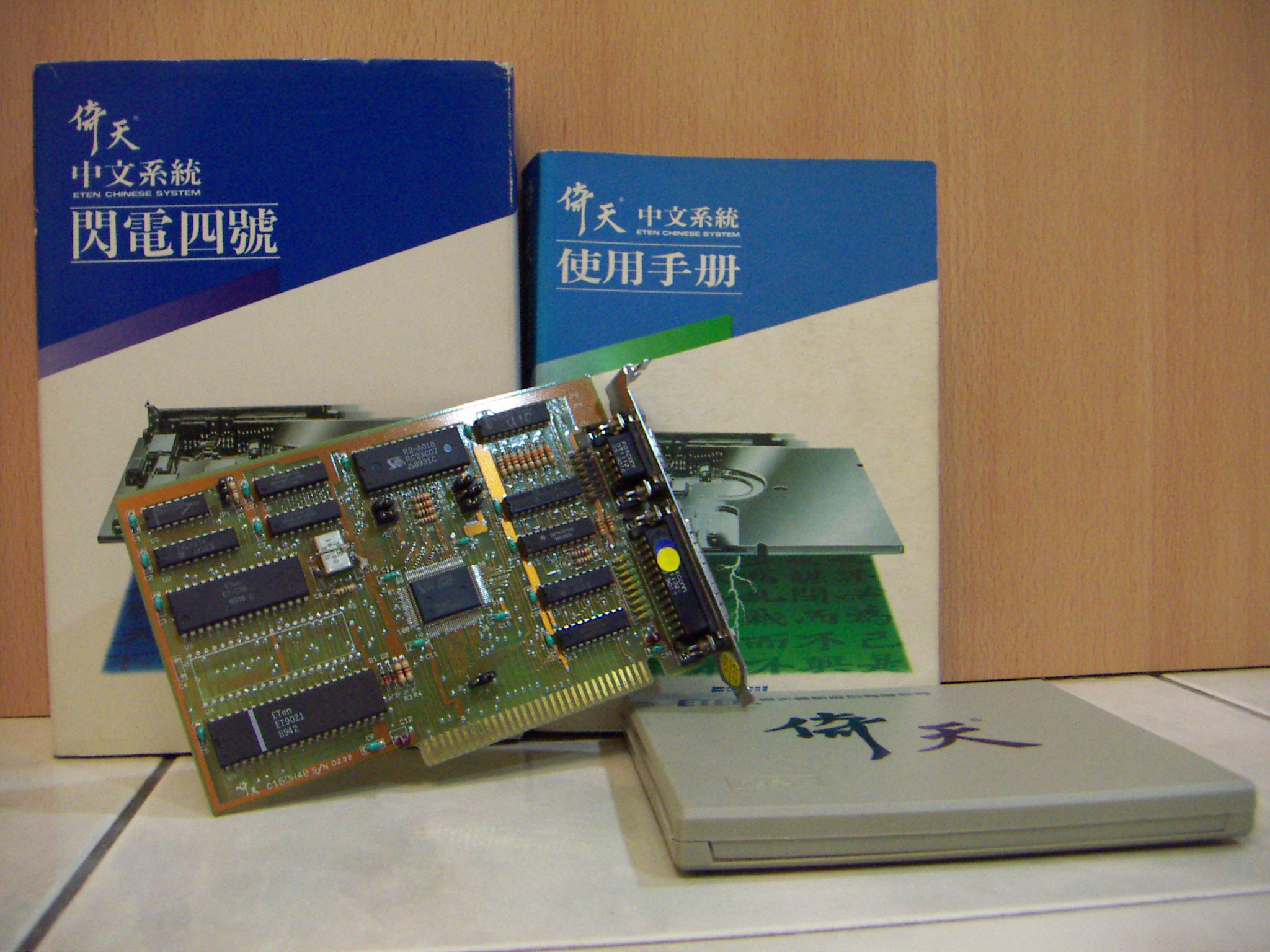
倚天資訊推出的「閃電四號」中文卡

汉卡，又稱中文卡，是一种使個人電腦具有或者提高汉字处理能力的扩展卡。
早期的计算机运行速度缓慢，存储空间有限，对汉字的处理能力十分有限。将汉字输入法、汉字字库存储于固化芯片中的汉卡可有效提高计算机的中文处理能力。
最早流行的漢卡，是1980年代在Apple II上的倉頡漢卡，以倉頡輸入法為基礎。
1990年代初期，中國大陸常见的汉卡厂商有：联想、方正、巨人等；台灣則以開發倚天中文系統的倚天資訊為主要的中文卡廠商，另外國喬電腦、華康（今 威鋒數位）等公司也曾推出中文卡產品。
随着计算机硬件的飞速发展，漢卡逐漸被軟體取代，現在已经很少有计算机使用汉卡来处理中文。在微軟視窗作業系統開始支援中文之後，汉卡基本上已经退出历史舞台。